# Elsa Cavelti
 (décembre 2024).
Si vous disposez d'ouvrages ou d'articles de référence ou si vous connaissez des sites web de qualité traitant du thème abordé ici, merci de compléter l'article en donnant les références utiles à sa vérifiabilité et en les liant à la section « Notes et références ».
En pratique : Quelles sources sont attendues ? Comment ajouter mes sources ?
Elsa Cavelti, née le 4 mai 1907 à Rorschach et décédée le 10 août 2001 à Bâle est une chanteuse d'opéra (alto, mezzo-soprano) et professeur de chant suisse.

## Biographie
Elsa Cavelti reçoit sa formation vocale d'abord à Zurich, puis en Allemagne et en Autriche. En 1936, elle fait ses débuts au Théâtre silésien de Katowice puis, en 1938, se rend à Francfort. Elle est engagée au Théatre de Bytom (1939-1942), à l'Opéra de Düsseldorf (1942-1944) et au Semperoper de Dresde (1944). Elle rentre en Suisse en 1944.
Dans sa patrie, elle chante au Théâtre de Bâle, puis à l'Opéra de Zurich. Parallèlement, elle se produit aussi en Belgique, France, Italie, Royaume-Uni, Argentine et aux États-Unis.
En 1953, elle interprète les rôles de Fricka et de Grimgerde dans l'opéra La Walkyrie de Richard  Wagner dirigé par Wilhelm Furtwängler et diffusé à la Rai.
En 1959, elle reprend des études de chant à Bâle et se dirige vers le répertoire de soprano dramatique. En 1966, elle chante au Festival de Bayreuth. Elle participe à des concerts d'oratorio, effectue des enregistrements et travaille comme professeur de chant. À partir de 1970, elle enseigne à la Hochschule für Musik und Darstellende Kunst de Francfort et plus tard à Bâle. Parmi ses élèves, on peut citer Claudia Eder, Gabriele Schnaut et Ortrun Wenkel.

## Source de traduction
- (de) Cet article est partiellement ou en totalité issu de l’article de Wikipédia en allemand intitulé « Elsa Cavelti » (voir la liste des auteurs).